# Hannsheinz Porst
Hannsheinz Porst (* 8. November 1922 in Nürnberg; † 29. April 2010 in Artelshofen) war ein deutscher Unternehmer. Er war lange Jahre Eigentümer der Fotohandelskette Photo Porst. Er gründete Maul & Co (Akzidenzdruckerei), Exdata (Datenverarbeitung), DSV (Deutscher Supplement Verlag; rtv), PORST Wohnungsbau, Grapha und Atrex.

## Der Unternehmer
Sein Vater Hanns Porst begründete 1919 einen Fotoladen, aus dem sich später ein Fotoversandhaus entwickelte, das 1936 als „Der Welt größtes Photohaus“ galt. 
Nach mittlerer Reife und einer Werkzeugmacher-Lehre bei Kodak stieg Hannsheinz nach der Währungsreform 1948 in das Unternehmen als gleichberechtigter Gesellschafter ein. Ende der 1950er Jahre war bereits abzusehen, dass ein auf Fotobedarf spezialisiertes Versandgeschäft keine Zukunft haben würde. 
Vater Porst übergab 1960 das Unternehmen seinem Sohn, der als einer der Ersten bundesweit eine Fachgeschäftskette aufbaute, die bereits fünf Jahre später über 100 eigene und 600 im Franchise-System arbeitende Vertriebsstellen verfügte (Photo-Porst). 
Durch modernes Marketing und unkonventionelle Ideen gelang es, ein Viertel des bundesdeutschen Fotomarktes zu kontrollieren.
Daneben baute der Unternehmer auf der grünen Wiese vor Nürnberg eine Druckerei und 500 Werkswohnungen. Die Druckerei „Maul & Co“ für Tief-, Offset- und Buchdruck galt bereits wenige Jahre später als eine der bekanntesten in der Bundesrepublik Deutschland.

## Prozesse
1964 wurde Porst verhaftet und der Steuerhinterziehung beschuldigt. Er musste 9,5 Millionen DM Steuern nachzahlen, durch Strafbescheid wurde eine Geldstrafe von 2,5 Millionen DM verhängt. 
Porst wurde zu dieser Zeit bereits vom Verfassungsschutz abgehört. 1967 wurde Porst erneut verhaftet, als ihn ein zu den Amerikanern übergelaufener Sowjetagent belastete.
Am 8. Juli 1969 verurteilte ihn der Dritte Strafsenat des Bundesgerichtshofs wegen landesverräterischer Beziehungen zur DDR zu einer Gefängnisstrafe von 2 Jahren und 9 Monaten. Porst, seit 1955 Mitglied der FDP und gleichzeitig heimlich der SED, hatte nach Überzeugung des Gerichts seit Mitte der 1950er Jahre Landesgeheimnisse und Informationen über die FDP an das Ministerium für Staatssicherheit der DDR weitergegeben. Er war mit dem ehemaligen Leiter der Hauptverwaltung A der DDR, Markus Wolf, befreundet. Dieser war der Leiter der Gruppe Porst, zu der auch Alfred Pilny (aus der DDR stammender Lektor bei Porst und zeitweiliger Nachhilfelehrer seiner Söhne) und Peter Neumann (Mitarbeiter in den Schweizer Firmen) gehörten. Porst bekannte sich als Marxist und bezeichnete seine Gespräche in Ost-Berlin als einen Beitrag zur besseren Verständigung zwischen den beiden deutschen Staaten. Er behauptete, nie Geheimnisse verraten zu haben und nie ein Spion oder Landesverräter gewesen zu sein.
Vom DDR-Ministerium für Staatssicherheit wurde er als IM Fotograf geführt.

## Das Modell Porst
Nach Rückkehr aus der Justizvollzugsanstalt Landsberg verschenkte der Unternehmer seine Betriebe an seine Mitarbeiter und entwickelte mit ihnen das als PORST-MODELL bekannt gewordene, von Banken, Gewerkschaften und Unternehmern heftig bekämpfte System einer absoluten betrieblichen Selbstbestimmung, was er als Form „totaler Mitbestimmung“ sah. 1980 schied Porst aus den Unternehmen aus, die in den Folgejahren erhebliche Verluste erlitten und letztlich von den Mitarbeitern unter Aufgabe ihrer Selbstbestimmung verkauft wurden. Porst verkaufte hierzu seine Immobilien, die Porst Wohnungsbaugesellschaft. Da die erlösten 30 Millionen DM nicht ausreichten, um die aufgelaufenen Verluste der Mitarbeitergesellschaft auszugleichen, forderten die Banken von ihm, zusätzliches Kapital zu beschaffen. Eingestiegen ist dann die Interdiscount, Schweiz.
Hannsheinz Porst lebte zuletzt zusammen mit seiner Frau Luise zurückgezogen im ehemaligen Wochenendhaus seines Vaters in Artelshofen bei Vorra östlich von Nürnberg. Die von ihm betriebene Zucht von Galloway-Rindern wurde später aufgegeben. Am 29. April 2010 starb Porst in Artelshofen.
Porst war Ehrenbürger der Universität Erlangen-Nürnberg. Von 1959 bis 1960 war er Mitglied des Beirats der Friedrich-Naumann-Stiftung.

## Veröffentlichungen
- Hannsheinz Porst: Gelebte Visionen. Die Geschichte eines Protagonisten. Books on Demand, Norderstedt 2003, ISBN 3-8311-4656-X.